# Tim Wellens
Tim Wellens (* 10. května 1991) je belgický profesionální silniční cyklista jezdící za UCI WorldTeam UAE Team Emirates XRG.

## Kariéra

### Lotto–Belisol (2012–2022)

#### Sezóna 2012
Wellens se stal profesionálem v polovině sezóny 2012, kdy se připojil k týmu Lotto–Belisol po třech letech v mládežnické variantě týmu. První závod s týmem byl pro Wellense GP José Dubois, kde získal 8. místo. Později téhož roku absolvoval své první závody v UCI World Tour, a to GP de Québec a GP de Montréal. V obou závodech se pokusil dostat z pelotonu do již existujícího úniku. Na Tour of Beijing předváděl Wellens skvělé výkony, když dokončil každou etapu mezi 25 nejlepšími, z čehož nejlepším výsledkem byla 5. příčka v závěrečné etapě. Závod dokončil na celkovém 10. místě a 2. místě v soutěži mladých jezdců za Rafałem Majkou.

#### Sezóna 2014
V srpnu 2014 Wellens vyhrál 6. etapu Eneco Tour díky sólovému útoku. Čas, který v etapě získal, mu stačil na zisk celkového vítězství.

#### Sezóna 2015
Wellens byl v červenci jmenován na startovní listině Tour de France. V 6. etapě Eneco Tour Wellens zaútočil na stoupání Côte Saint-Roch a následně získal 9 bonusových sekund na tzv. "zlatém kilometru". Hlavní skupina ho nebyla schopná dojet a jeho náskok se zvýšil při sjezdu do Houffalize. Etapu vyhrál s náskokem 49 sekund před druhým Gregem Van Avermaetem a třetím Simonem Geschkem. Wellens se posunul na první pozici v celkovém pořadí s náskokem 1' 03" na Van Avermaeta. Wilco Kelderman se pak propadl na 3. místo. Následující den obhájil svůj náskok a získal tak celkové vítězství v závodu.

#### Sezóna 2016
Na Giru d'Italia vyhrál Wellens 6. etapu, první etapu závodu s vrcholovým finišem. V polovině závodu se dostal z pelotonu do úniku, z nějž zaútočil na začátku závěrečného kopce. Do cíle dojel s více než minutovým náskokem a při překřížení cílové pásky nadzvedl své kolo nad hlavu. V červenci Wellens vyhrál po sólovém úniku deštivou 5. etapu závodu Tour de Pologne, při níž ze závodu odstoupilo 85 závodníků. V etapě získal náskok více než 4 minut, díky němuž o 2 dny později získal celkové vítězství.

#### Sezóna 2017
Wellens odstoupil z 15. etapy Tour de France z důvodu horka a alergie na pyl, kterou odmítl léčit pomocí kortikosteroidu, jenž by získal pomocí výjimky na terapeutické účely. Wellens se později vyjádřil proti používání inhalátorů pro astmatiky mezi profesionálními cyklisty. V říjnu Wellens vyhrál historicky první ročník závodu Tour of Guangxi. Získal tak své již čtvrté kariérní celkové vítězství v UCI World Tour.

#### Sezóna 2018
Wellensovo první vítězství sezóny přišlo na konci ledna v závodu Trofeo Serra de Tramuntana, kde tak obhájil svůj triumf z předchozího roku. V únoru se stal celkovým vítězem závodu Vuelta a Andalucía poté, co vyhrál 4. etapu s cílem na dlážděném stoupání ve městě Alcalá de los Gazules. V dubnu Wellens vyhrál jednodenní závod Brabantský šíp poté, co 7,5 km před cílem sám zaútočil a svůj náskok si udržel až do cíle i před obhájcem vítězství, Sonnym Colbrellim. V květnu pak získal své druhé etapové vítězství v kariéře na Giru d'Italia, když v závěru 4. etapy v Caltagirone přesprintoval zbytek pelotonu v čele s Michaelem Woodsem.

#### Sezóna 2019

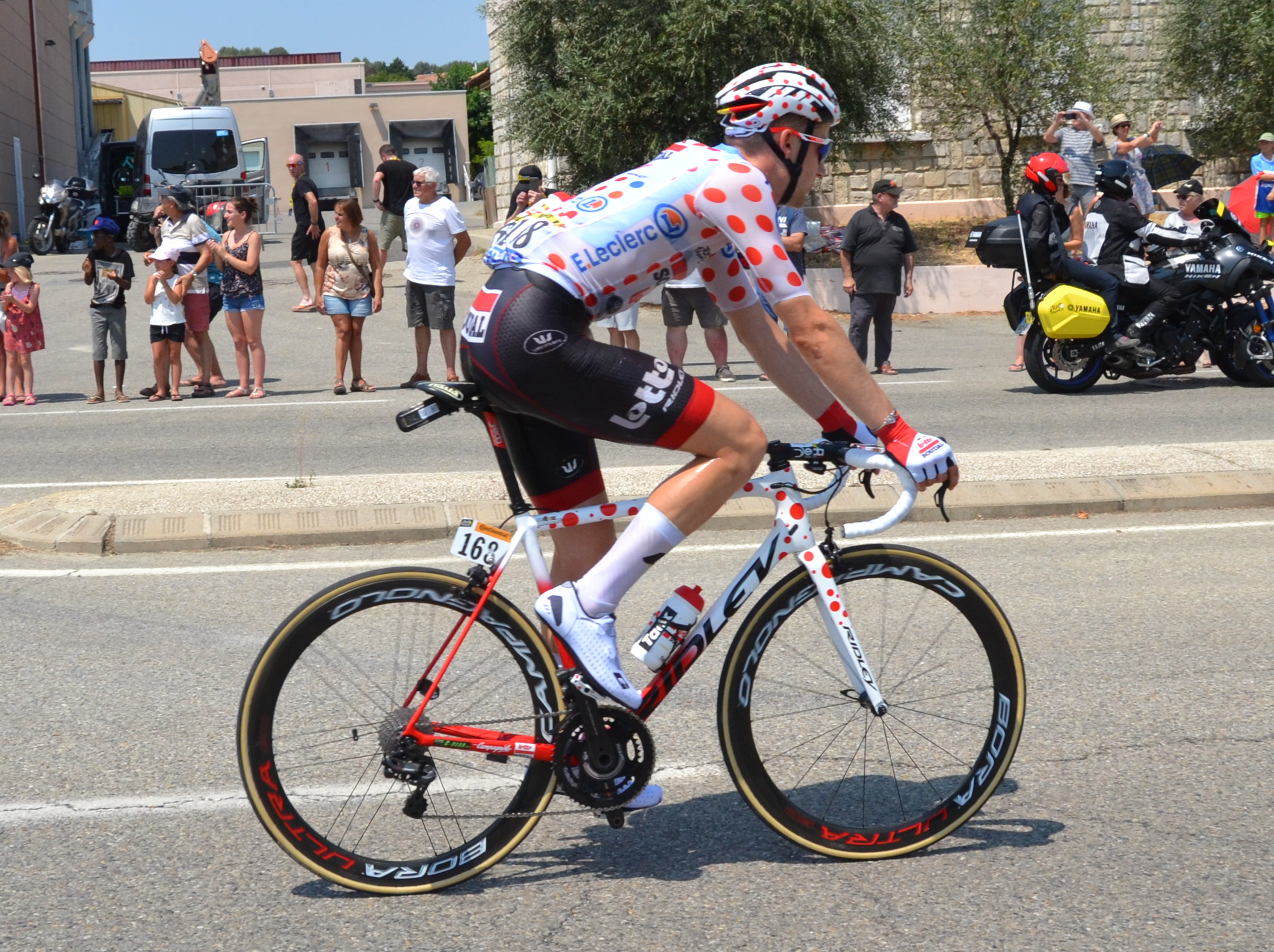
Wellens v dresu nejlepšího vrchaře na Tour de France 2019.

Na Tour de France se po 3. etapě stal Wellens lídrem vrchařské soutěže a oblékl si tak puntíkovaný dres. Ten si udržel až do 18. etapy, v níž se před něj dostal Romain Bardet. Do cíle v Paříži tak dojel na 3. místě v této klasifikaci. V srpnu Wellens vyhrál 4. etapu závodu BinckBank Tour, když v cíli přesprintoval Marca Hirschiho a Laurense De Pluse, a stal se tak novým lídrem závodu. V 7. etapě však nebyl schopen zareagovat na útok De Pluse, jenž mu společně s Oliverem Naesenem a Gregem Van Avermaetem ujel a získal celkové vítězství v závodu. Wellens se propadl na celkové 3. místo se ztrátou 36 sekund na De Pluse.

#### Sezóna 2020
V říjnu byl Wellens jmenován na startovní listině Vuelty a España. V závodu vyhrál etapy 5 a 14, obě z úniků, a od 5. do 6. etapy byl lídrem vrchařské soutěže. Závod dokončil na 2. místě ve vrchařské soutěži, za Guillaumem Martinem.

#### Sezóna 2021
V únoru Wellens zvítězil ve 3. etapě závodu Étoile de Bessèges po sólovém úniku. Vedení závodu si udržel až do poslední etapy, individuální časovky, v níž si díky 4. místu pojistil celkové vítězství v závodu. Ve zbytku sezóny už však nezískal žádné vítězství a nejlepším výsledkem pro Wellense bylo celkové 4. místo na závodu Benelux Tour.

#### Sezóna 2022
Wellens svou sezónu zahájil stejně jako v minulých sezónách na konci ledna sérií 5 jednodenních závodů, Vuelta a Mallorca. Po 4. místu na Trofeo Calvià získal své první sezónní vítězství na Trofeo Serra de Tramuntana, kde v cíli přesprintoval Alejandra Valverdeho a Simona Clarka. Navázal tak na své předchozí triumfy v závodu z let 2017–2019.

### UAE Team Emirates (2023–)
V srpnu 2022 bylo oznámeno, že Wellens podepsal dvouletou smlouvu s UCI WorldTeamem UAE Team Emirates pro sezóny 2023 a 2024.

## Hlavní výsledky
2008
Lutych–La Gleize
4. místo celkově
2009
Tour d'Istrie
2. místo celkově
vítěz 1. etapy
Tre Giorni Orobica
3. místo celkově
Národní šampionát
5. místo silniční závod juniorů
Lutych–La Gleize
5. místo celkově
vítěz 4. etapy
2010
Tour des Pays de Savoie
7. místo celkově
2011
Národní šampionát
5. místo časovka do 23 let
Tour des Pays de Savoie
5. místo celkově
2012
Toscana-Terra di Ciclismo
2. místo celkově
Vuelta a Navarra
2. místo celkově
4. místo Circuit de Wallonie
Circuit des Ardennes
8. místo celkově
 vítěz soutěže mladých jezdců
8. místo Grand Prix José Dubois
Tour de l'Avenir
10. místo celkově
Tour of Beijing
10. místo celkově
2013
Tour de Wallonie
8. místo celkově
2014
Eneco Tour
 celkový vítěz
vítěz 6. etapy
Národní šampionát
2. místo časovka
Ster ZLM Toer
2. místo celkově
4. místo Giro di Lombardia
6. místo GP Ouest–France
2015
Eneco Tour
 celkový vítěz
vítěz 6. etapy
vítěz Grand Prix Cycliste de Montréal
2. místo Trofeo Serra de Tramuntana
Paříž–Nice
10. místo celkově
10. místo Trofeo Andratx–Mirador d'es Colomer
2016
Tour de Pologne
 celkový vítěz
 vítěz vrchařské soutěže
vítěz 5. etapy
Giro d'Italia
vítěz 6. etapy
lídr  po etapách 7 – 9
Paříž–Nice
vítěz 7. etapy
Národní šampionát
2. místo silniční závod
10. místo Trofeo Serra de Tramuntana
10. místo Amstel Gold Race
2017
Tour of Guangxi
 celkový vítěz
vítěz 4. etapy
vítěz Grand Prix de Wallonie
vítěz Trofeo Serra de Tramuntana
vítěz Trofeo Pollenca–Port de Andratx
Vuelta a Andalucía
vítěz 5. etapy
BinckBank Tour
2. místo celkově
vítěz 6. etapy
3. místo Strade Bianche
4. místo Brabantský šíp
5. místo Grand Prix Cycliste de Québec
9. místo Grote Prijs Jef Scherens
2018
Tour de Wallonie
 celkový vítěz
vítěz 2. etapy
Vuelta a Andalucía
 celkový vítěz
vítěz 4. etapy
vítěz Brabantský šíp
vítěz Trofeo Serra de Tramuntana
Giro d'Italia
vítěz 4. etapy
BinckBank Tour
3. místo celkově
3. místo Bretagne Classic
Paříž–Nice
5. místo celkově
 vítěz bodovací soutěže
5. místo Il Lombardia
6. místo Amstel Gold Race
7. místo Valonský šíp
7. místo Trofeo Lloseta–Andratx
2019
vítěz Trofeo Serra de Tramuntana
2. místo Trofeo Andratx–Lloseta
BinckBank Tour
3. místo celkově
vítěz 4. etapy
Kolem Belgie
3. místo celkově
vítěz 3. etapy (ITT)
3. místo Omloop Het Nieuwsblad
3. místo Brabantský šíp
4. místo Grand Prix Cycliste de Montréal
5. místo Trofeo Campos, Porreres, Felanitx, Ses Salines
8. místo Bretagne Classic
Vuelta a Andalucía
9. místo celkově
 vítěz bodovací soutěže
vítěz etap 1 a 3 (ITT)
9. místo Grand Prix Cycliste de Québec
10. místo Strade Bianche
10. místo Tre Valli Varesine
Tour de France
lídr  po etapách 3 – 17
 cena bojovnosti po etapách 3 a 6
2020
Vuelta a España
vítěz etap 5 a 14
lídr  po etapách 5 a 6
Tour de Luxembourg
4. místo celkově
Volta ao Algarve
5. místo celkově
2021
Étoile de Bessèges
 celkový vítěz
vítěz 3. etapy
Benelux Tour
4. místo celkově
Tour de Pologne
6. místo celkově
6. místo Grand Prix La Marseillaise
Tirreno–Adriatico
7. místo celkově
2022
vítěz Trofeo Serra de Tramuntana
Tour des Alpes-Maritimes et du Var
2. místo celkově
vítěz 2. etapy
Kolem Belgie
2. místo celkově
2. místo Clásica Jaén Paraíso Interior
4. místo Trofeo Calvià
8. místo Strade Bianche
8. místo Trofeo Pollença – Port d'Andratx
9. místo Brabantský šíp
9. místo Japan Cup
2023
Renewi Tour
 celkový vítěz
Vuelta a Andalucía
vítěz 3. etapy
3. místo Clásica Jaén Paraíso Interior
Tour of Guangxi
5. místo celkově
5. místo Kuurne–Brusel–Kuurne
6. místo Vuelta a Murcia
2024
3. místo Vuelta a Murcia
4. místo Clásica Jaén Paraíso Interior

### Výsledky na etapových závodech
| Výsledky na Grand Tours        |                                        |                                        |                                        |                                        |                                        |                                        |                                        |                                        |                                        |                                        |                                        |      |
| Grand Tour                     | 2013                                   | 2014                                   | 2015                                   | 2016                                   | 2017                                   | 2018                                   | 2019                                   | 2020                                   | 2021                                   | 2022                                   | 2023                                   | 2024 |
| Giro d'Italia                  | —                                      | 54                                     | —                                      | 96                                     | —                                      | DNF                                    | —                                      | —                                      | —                                      | —                                      | —                                      | —    |
| Tour de France                 | —                                      | —                                      | 129                                    | —                                      | DNF                                    | —                                      | 94                                     | —                                      | —                                      | DNF                                    | —                                      | 80   |
| Vuelta a España                | —                                      | —                                      | —                                      | —                                      | —                                      | —                                      | —                                      | 78                                     | —                                      | —                                      | —                                      |      |
| Výsledky na etapových závodech |                                        |                                        |                                        |                                        |                                        |                                        |                                        |                                        |                                        |                                        |                                        |      |
| Závod                          | 2013                                   | 2014                                   | 2015                                   | 2016                                   | 2017                                   | 2018                                   | 2019                                   | 2020                                   | 2021                                   | 2022                                   | 2023                                   | 2024 |
| Paříž–Nice                     | —                                      | DNF                                    | 10                                     | 14                                     | —                                      | 5                                      | —                                      | —                                      | —                                      | —                                      | 79                                     |      |
| Tirreno–Adriatico              | —                                      | —                                      | —                                      | —                                      | DNF                                    | —                                      | 18                                     | —                                      | 7                                      | DNF                                    | —                                      |      |
| Volta a Catalunya              | 86                                     | —                                      | —                                      | —                                      | —                                      | —                                      | —                                      | NS                                     | —                                      | —                                      | —                                      |      |
| Kolem Baskicka                 | —                                      | 80                                     | DNF                                    | DNF                                    | DNF                                    | —                                      | —                                      | NS                                     | —                                      | —                                      | —                                      |      |
| Tour de Romandie               | Nikdy se nezúčastnil během své kariéry | Nikdy se nezúčastnil během své kariéry | Nikdy se nezúčastnil během své kariéry | Nikdy se nezúčastnil během své kariéry | Nikdy se nezúčastnil během své kariéry | Nikdy se nezúčastnil během své kariéry | Nikdy se nezúčastnil během své kariéry | Nikdy se nezúčastnil během své kariéry | Nikdy se nezúčastnil během své kariéry | Nikdy se nezúčastnil během své kariéry | Nikdy se nezúčastnil během své kariéry |      |
| Critérium du Dauphiné          | 34                                     | —                                      | DNF                                    | —                                      | —                                      | —                                      | —                                      | —                                      | 92                                     | —                                      | —                                      |      |
| Tour de Suisse                 | —                                      | —                                      | —                                      | DNF                                    | 78                                     | DNF                                    | —                                      | NS                                     | —                                      | —                                      | —                                      |      |
| Tour de Pologne                | —                                      | —                                      | —                                      | 1                                      | —                                      | —                                      | —                                      | 12                                     | 6                                      | —                                      | 40                                     |      |
| / Eneco Tour                   | 31                                     | 1                                      | 1                                      | DNF                                    | 2                                      | 3                                      | 3                                      | —                                      | 4                                      | NS                                     | 1                                      |      |
| Tour of Guangxi                | Závod neexistoval                      | Závod neexistoval                      | Závod neexistoval                      | Závod neexistoval                      | 1                                      | —                                      | —                                      | Nejelo se                              | Nejelo se                              | Nejelo se                              | 5                                      |      |

### Výsledky na klasikách
| Monument                        | 2012                                   | 2013                                   | 2014                                   | 2015                                   | 2016                                   | 2017                                   | 2018                                   | 2019                                   | 2020                                   | 2021                                   | 2022                                   | 2023                                   |
| ------------------------------- | -------------------------------------- | -------------------------------------- | -------------------------------------- | -------------------------------------- | -------------------------------------- | -------------------------------------- | -------------------------------------- | -------------------------------------- | -------------------------------------- | -------------------------------------- | -------------------------------------- | -------------------------------------- |
| Milán – San Remo                | —                                      | —                                      | —                                      | 15                                     | —                                      | 18                                     | —                                      | —                                      | —                                      | 78                                     | —                                      | 67                                     |
| Kolem Flander                   | —                                      | —                                      | —                                      | —                                      | —                                      | —                                      | —                                      | 34                                     | DNF                                    | 25                                     | 43                                     | DNF                                    |
| Paříž–Roubaix                   | Nikdy se nezúčastnil během své kariéry | Nikdy se nezúčastnil během své kariéry | Nikdy se nezúčastnil během své kariéry | Nikdy se nezúčastnil během své kariéry | Nikdy se nezúčastnil během své kariéry | Nikdy se nezúčastnil během své kariéry | Nikdy se nezúčastnil během své kariéry | Nikdy se nezúčastnil během své kariéry | Nikdy se nezúčastnil během své kariéry | Nikdy se nezúčastnil během své kariéry | Nikdy se nezúčastnil během své kariéry | Nikdy se nezúčastnil během své kariéry |
| Lutych–Bastogne–Lutych          | —                                      | DNF                                    | 43                                     | 93                                     | 48                                     | 35                                     | 16                                     | 11                                     | 33                                     | 24                                     | 86                                     | —                                      |
| Giro di Lombardia               | 50                                     | —                                      | 4                                      | 71                                     | DNF                                    | 20                                     | 5                                      | 29                                     | OTL                                    | 82                                     | 58                                     | —                                      |
| Klasika                         | 2012                                   | 2013                                   | 2014                                   | 2015                                   | 2016                                   | 2017                                   | 2018                                   | 2019                                   | 2020                                   | 2021                                   | 2022                                   | 2023                                   |
| Omloop Het Nieuwsblad           | —                                      | —                                      | —                                      | —                                      | —                                      | —                                      | 69                                     | 3                                      | 28                                     | 24                                     | DNS                                    | 26                                     |
| Kuurne–Brusel–Kuurne            | —                                      | —                                      | —                                      | —                                      | —                                      | —                                      | —                                      | —                                      | —                                      | 75                                     | —                                      | 5                                      |
| Strade Bianche                  | —                                      | —                                      | —                                      | —                                      | —                                      | 3                                      | —                                      | 10                                     | —                                      | 13                                     | 8                                      | 13                                     |
| Brabantský šíp                  | —                                      | 19                                     | —                                      | —                                      | 38                                     | 4                                      | 1                                      | 3                                      | 49                                     | —                                      | 9                                      | —                                      |
| Amstel Gold Race                | —                                      | —                                      | 68                                     | 19                                     | 10                                     | 42                                     | 6                                      | DNF                                    | NS                                     | 29                                     | 20                                     | —                                      |
| Valonský šíp                    | —                                      | 139                                    | 61                                     | 31                                     | 65                                     | 18                                     | 7                                      | 17                                     | 21                                     | 36                                     | 23                                     | —                                      |
| Clásica de San Sebastián        | —                                      | 102                                    | 44                                     | 31                                     | 13                                     | DNF                                    | DNF                                    | DNF                                    | NS                                     | —                                      | —                                      | —                                      |
| Bretagne Classic                | —                                      | 115                                    | 6                                      | 110                                    | 96                                     | 83                                     | 3                                      | 8                                      | —                                      | —                                      | —                                      | —                                      |
| Grand Prix Cycliste de Québec   | DNF                                    | 51                                     | 108                                    | 120                                    | 14                                     | 5                                      | 28                                     | 9                                      | Nejelo se                              | Nejelo se                              | —                                      | 35                                     |
| Grand Prix Cycliste de Montréal | 34                                     | 20                                     | 24                                     | 1                                      | 43                                     | 12                                     | 21                                     | 4                                      | Nejelo se                              | Nejelo se                              | —                                      | DNF                                    |

| —   | Nezúčastnil se    |
| DNF | Nedokončil        |
| OTL | Mimo časový limit |
| NS  | Nejelo se         |